# Bitva u Krasného
Bitva u Krasného byla bitvou napoleonských válek mezi ruskou armádou vedenou maršálem Kutuzovem a francouzskou vedenou císařem Napoleonem.

## Pozadí
2. listopadu Napoleon dorazil do Smolenska. V předchozích dnech utrpěli Francouzi velmi těžké ztráty a navíc jejich zásoby byly jen nepatrné. Napoleon zde zůstal jen čtyři dny. Většina francouzských vojáků byla vyčerpána. Téměř týden Napoleon ustupoval ke Krasnému směrem na Oršu. Navíc byla francouzská armáda kvůli sílícím mrazům rozdělena na mezi sebou izolované sledy, čehož Rusové patřičně využili. 12. listopadu rozkázal ruský maršál Kutuzov generálu Miloradovičovi, aby se přesunul ke Krasnému a odřízl Francouzům ústupové cesty.

## Bitva
15. listopadu došlo k prvním bojům a další den byl poražen Beaurhamaisův sbor, čehož Kutuzov využil a zaútočil na Francouze roztažené na cestě. To provedly 17. listopadu tři oddíly: Tormasovův se měl dostat za Dobrého do francouzského týlu a zabránit Francouzům v ústupu, Miloradovičův měl nepozorovaně zaujmout postavení u vesnic Merlino a Ržavka a nechat Davouta projít ke Krasnému a poté mu vpadnout do týla a Golicynův oddíl měl od vesnice Uvarovo zaútočit na Francouze v Krasném. Následkem tohoto plánu a jeho dobrého uskutečnění musel Napoleon čelit útoku ze všech stran. Většina sborů se ve zmatku rozutekla a Neyův sbor byl dokonce obklíčen, z něhož se jen malé skupince vedené samotným Neyem povedlo probít z obklíčení. Zbytky se 18. listopadu vzdaly.

## Následky
Bitva u Krasného podlomila víru velké armády a značně poškodila Napoleonovu reputaci. Kutuzov po bitvě o Napoleonovi řekl: "Bonaparte je k nepoznání. Člověk by chvílemi uvěřil tomu, že už není geniální."